# Tramadol/paracetamol
El tramadol/paracetamol, también conocido como tramadol/acetaminofeno y vendido con las marcas Ultracet, o Zaldiar, es un medicamento combinado de dosis fija que se utiliza para el tratamiento del dolor moderado a intenso. Contiene clorhidrato de tramadol y paracetamol . Se toma por vía oral.

## Mecanismo de acción
El mecanismo de acción del fármaco, en la parte del tramadol, todavía no es conocido. Lo que se sabe es que la sustancia tramadol se puede unir al receptor µ-opioide, actuando como agonista de ese receptor. También parece inhibir la recaudación neuronal de noradrenalina y serotonina . Estos dos mecanismos de acción serían entonces los responsables de promover el efecto de la analgesia ..
A nivel del del paracetamol también se desconoce el mecanismo exacto de la acción aunque se sabe que actúa a nivel central. Se cree que el paracetamol aumenta el umbral al dolor inhibiendo las ciclooxigenasas en el sistema nervioso central, enzimas que participan en la síntesis de las prostaglandinas . El paracetamol también parece inhibir la síntesis y/o los efectos de diversos mediadores químicos que sensibilizan a los receptores del dolor en los estímulos mecánicos o químicos.

## Interacciones con fármacos
Se debe evitar la administración concomitante con otros fármacos que también inhiben la recaudación de noradrenalina y serotonina (como en el caso de los antidepresivos tricíclicos e ISRS ) debido al aumento del riesgo de convulsiones y la aparición del síndrome serotoninérgica . No debe administrarse con inhibidores de la MAO.
El clorhidrato de tramadol puede reducir o potenciar su efecto analgésico, así como modificar su duración de acción, por la vía de administración utilizada o incluso cuando se consume junto con otras sustancias, tales como:
- Carbamazepina (anticonvulsivante);
- Ondansetrón (antiemético)
- Alcohol[6]

Sustancias con acción depresiva sobre el SNC, como las benzodiazepinas (por ejemplo, diazepam, clonazepam, lorazepam, etc.), analgésicos opiáceos ( morfina ; codeína ) y el alcohol pueden tener sus efectos potenciados.       